# Triodoclytus lanifer
Triodoclytus lanifer är en skalbaggsart som först beskrevs av Leconte 1873.  Triodoclytus lanifer ingår i släktet Triodoclytus och familjen långhorningar. Inga underarter finns listade i Catalogue of Life.